# Manolo García (Musiker)

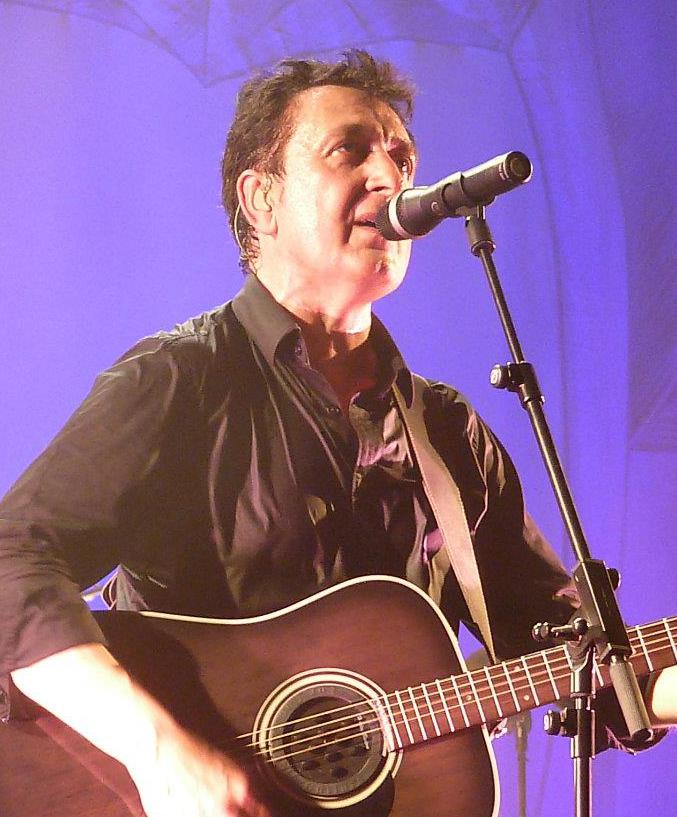
Manolo García (2012)

Manolo García (eigentlich Manuel García García-Pérez; * 19. August 1955 in Barcelona) ist ein spanischer Musiker und Komponist. Bevor er Ende der 1990er-Jahre seine Solo-Karriere startete, war er Sänger und Frontmann in einer Reihe von spanischen Bands, darunter El Último de la Fila, deren Mitbegründer er war. Seit 1998 hat García fünf Alben herausgebracht. Neben seinem musikalischen Schaffen als Solo-Künstler ist er als Komponist tätig, vornehmlich für das spanische Fernsehen.

## Diskografie

### Studioalben
| Jahr | Titel Musiklabel                        | Höchstplatzierung, Gesamtwochen, AuszeichnungChartsChartplatzierungen (Jahr, Titel, Musiklabel, Platzierungen, Wochen, Auszeichnungen, Anmerkungen) | Anmerkungen                                              |
| Jahr | Titel Musiklabel                        | ES | Anmerkungen                                              |
| ---- | --------------------------------------- | --- | -------------------------------------------------------- |
| 1998 | Arena en los bolsillos BMG              | ES55 ×2020-fach-Platin · (11 Wo.)ES | Erstveröffentlichung: 29. April 1998 Charteinstieg: 2005 |
| 2001 | Nunca el tiempo es perdido BMG          | ES— ×8AchtfachplatinES | Erstveröffentlichung: 7. Juli 2001                       |
| 2004 | Para que no se duerman mis sentidos BMG | ES1 ×8Achtfachplatin · (47 Wo.)ES |                                                          |
| 2008 | Saldremos a la lluvia BMG               | ES1 ×2Doppelplatin · (46 Wo.)ES | Erstveröffentlichung: 13. Mai 2008                       |
| 2011 | Los días intactos BMG                   | ES1 ×3Dreifachplatin · (67 Wo.)ES | Erstveröffentlichung: 25. Oktober 2011                   |
| 2014 | Todo es ahora                           | ES2 ×2Doppelplatin · (92 Wo.)ES | Erstveröffentlichung: 25. November 2014                  |
| 2018 | Geometría del rayo                      | ES1 Platin · (108 Wo.)ES | Erstveröffentlichung: 16. März 2018                      |
| 2022 | Desatinos Desplumados                   | ES2 (28 Wo.)ES | Erstveröffentlichung: 28. April 2022                     |
| 2022 | Mi vida en marte                        | ES1 Gold · (31 Wo.)ES | Erstveröffentlichung: 29. April 2022                     |

grau schraffiert: keine Chartdaten aus diesem Jahr verfügbar

### Livealben
| Jahr | Titel                                    | Höchstplatzierung, Gesamtwochen, AuszeichnungChartsChartplatzierungen (Jahr, Titel, Platzierungen, Wochen, Auszeichnungen, Anmerkungen) | Anmerkungen                           |
| Jahr | Titel                                    | ES | Anmerkungen                           |
| ---- | ---------------------------------------- | --- | ------------------------------------- |
| 2017 | Todo es ahora – En directo               | ES2 Gold · (54 Wo.)ES | Erstveröffentlichung: 6. Oktober 2017 |
| 2020 | Acústico, acústico, acústic (en directo) | ES1 Gold · (35 Wo.)ES | Erstveröffentlichung: 3. Juli 2020    |

### Kompilationen
| Jahr | Titel                       | Höchstplatzierung, Gesamtwochen, AuszeichnungChartsChartplatzierungen (Jahr, Titel, Platzierungen, Wochen, Auszeichnungen, Anmerkungen) | Anmerkungen |
| Jahr | Titel                       | ES | Anmerkungen |
| ---- | --------------------------- | --- | ----------- |
| 2005 | Singles, directos y sirocos | ES3 Platin · (22 Wo.)ES |             |

### Singles
| Jahr | Titel Album                                                         | Höchstplatzierung, Gesamtwochen, AuszeichnungChartsChartplatzierungen (Jahr, Titel, Album, Platzierungen, Wochen, Auszeichnungen, Anmerkungen) | Anmerkungen                              |
| Jahr | Titel Album                                                         | ES | Anmerkungen                              |
| ---- | ------------------------------------------------------------------- | --- | ---------------------------------------- |
| 1999 | A San Fernando, un ratito a pie y otro camin Arena en los bolsillos | ES8 Platin · (6 Wo.)ES |                                          |
| 2001 | Nunca el tiempo es perdido                                          | ES2 Platin · (11 Wo.)ES |                                          |
| 2001 | Somos levedad Nunca el tiempo es perdido                            | ES18 (3 Wo.)ES |                                          |
| 2002 | Rosa de Alejandría Nunca el tiempo es perdido                       | ES7 (3 Wo.)ES |                                          |
| 2004 | Una tarde de sol Para que no se duerman mis sentidos                | ES3 (11 Wo.)ES |                                          |
| 2011 | Un giro teatral Los días intactos                                   | ES17 (6 Wo.)ES |                                          |
| 2011 | Sombra de la sombra de tu sombrero Los días intactos                | ES22 (1 Wo.)ES |                                          |
| 2011 | Lo quiero todo Los días intactos                                    | ES27 (1 Wo.)ES |                                          |
| 2014 | Es mejor sentir Todo es ahora                                       | ES2 (4 Wo.)ES | Erstveröffentlichung: 22. September 2014 |
| 2014 | Campanas de libertad Todo es ahora                                  | ES32 (1 Wo.)ES | Erstveröffentlichung: 11. Dezember 2014  |

Weitere Singles
- 1998: Carbón y ramas secas (ES: Gold)
- 1998: Pájaros de barro (ES: ×4Vierfachplatin )
- 1998: Prefiero el trapecio (ES: Gold)

## Auszeichnungen für Musikverkäufe
| Goldene Schallplatte - Spanien - 2024: für das Lied El emigrante (Various Artists) - 2024: für die Single Insurrección - 2025: für das Lied Para que no se duerman mis sentidos |

Anmerkung: Auszeichnungen in Ländern aus den Charttabellen bzw. Chartboxen sind in ebendiesen zu finden.
| Land/RegionAuszeichnungen für Musikverkäufe (Land/Region, Auszeichnungen, Verkäufe, Quellen) | Gold     | Platin       | Verkäufe  | Quellen             |
| -------------------------------------------------------------------------------------------- | -------- | ------------ | --------- | ------------------- |
| Spanien (Promusicae)                                                                         | 8× Gold8 | 51× Platin51 | 4.640.000 | elportaldemusica.es |
| Insgesamt                                                                                    | 8× Gold8 | 51× Platin51 |           |                     |